# Dukay Barnabás
Dukay Barnabás (Szőny, 1950. július 25. –) magyar zeneszerző, pedagógus, egyetemi tanár.

## Életpályája
Középiskolai éveit a győri Tinódi Lantos Sebestyén Zeneművészeti Szakközépiskolában járta ki. 1969–1974 között a Liszt Ferenc Zeneművészeti Főiskola hallgatója volt Sugár Rezső tanítványaként; 1976-ban diplomázott. 1970-től 20 évig az Új Zenei Stúdió tagja volt. 1974-1991 között a Bartók Béla Zeneművészeti Szakközépiskola pedagógusa volt. 1980 óta tagja a   Magyar Alkotóművészek Országos Egyesületének. 1991–1995 között a Liszt Ferenc Zeneművészeti Egyetem Budapesti Tanárképző Intézetének tanára volt. 1994-től a Magyar Zeneszerzők Egyesületének tagja. 1995 óta a Liszt Ferenc Zeneművészeti Egyetem zeneelmélet tanára.

## Zeneművei
- Láthatatlan tűz a téli éjszakában (1990)
- Az új fuvola (1992)
- A születés titkai (1999)
- A mélység színén (2001)
- Hallomások (2010)
- …az enyém és értem van… (monódia alt hangra, Keresztes Szent János szövegére, Rajk Juditnak ajánlva)
- A kő lobogó lángja
- Láttam Uramat a szívem szemével
- A lenyugvó Naphoz
- A változó Holdhoz
- A rejtőző Földhöz
- Kiszáradt kút a nedves holdfényben
- Elhagyott ösvény a ködös messzeség felé
- Rondino, amely a szívhez szól
- Porszem és vízcsepp a liliom szirmán
- Szimfóniák az éjféli Naphoz
- Fölizzás a tüzekben
- Harmat csillogása az elmosódó lábnyomokban
- Lebegő pára a mélység színén
- Keresztutak a világtalan sötétségben
- A kútnál
- Hallomások a fényről és a szeretetről
- Égő sóvárgás

## Könyvei
- Dukay Barnabás–Ábrahám Márta: Részletek az örökkévalóságból (könyv): Az idő és a jellem tisztulása, a szeretet kiteljesedése, együttműködés az Égi Akarattal  Johann Sebastian Bach hegedű-Ciaccona-jában. ISBN 978-963-12-8720-2
- Angolul: Dukay Barnabás–Ábrahám Márta: Excerpts from Eternity: The Purification of Time and Character, the Fulfilment of Love, Cooperation with the Celestial Will in Johann Sebastian Bach's Ciaccona for Violin. Budapest :  BioBach-Music Book and Music Publishing L.P., cop. 2017. ISBN 978-963-12-8865-0

## Díjai
- a Soros Alapítvány díja (1997, 2003)
- Erkel Ferenc-díj (2000)
- Bartók–Pásztory-díj (2007)
- Érdemes művész (2019)